# Шили, Джин
Джин Шили — американская легкоатлетка. На Олимпиаде 1928 года заняла 4-е место. Чемпионка США в 1929—1932 годах.
На олимпийских играх 1932 года вместе со своей соотечественницей Бейб Дидриксон была основной претенденткой на золотую медаль. В ходе соревнований она преодолела высоту 1,65 м с первой попытки, а Дидриксон со второй. Высоту 1,67 м не преодолели обе спортсменки. Таким образом, по попыткам Джин Шили выиграла с итоговым результатом 1,65 м, который также стал новым мировым рекордом. Также этот результат был национальным рекордом до 1948 года.

## Биография
Училась в средней школе в Хейверфорде, в которой занималась баскетболом. Её способность высоко прыгать приметил местный корреспондент, который предложил попробовать свои силы в прыжках в высоту. В 16 лет она выступила на Олимпиаде в Амстердаме, где заняла 4-е место.